# Marcia Gay Harden
Marcia Gay Harden (La Jolla, 14 augustus 1959) is een Amerikaans toneel-, televisie- en filmactrice. Zij won in 2001 een Oscar voor haar bijrol in de biografische dramafilm Pollock en werd in 2004 voor dezelfde prijs genomineerd voor haar bijrol in het misdaaddrama Mystic River. Harden won daarnaast onder meer een Saturn Award voor het spelen van een steeds verder doordraaiende godsdienstwaanzinnige in de sciencefiction-/horrorfilm The Mist (2007) en een National Board of Review Award samen met de gehele cast van de filmkomedie The First Wives Club (1996). Ze won in 2009 een Tony Award voor haar hoofdrol in het toneelstuk God of Carnage.
Harden trouwde in 1996 met Thaddaeus Scheel, met wie ze in september 1998 dochter Eulala Grace Scheel kreeg en in 2004 een tweeling bestaande uit dochter Julitta Dee Harden Scheel en zoon Hudson Harden Scheel. Eulala had een bijrol in Pollock (2000) en was als Indigo samen met haar moeder te zien in de film Home (2008).

## Filmografie
*Exclusief 25+ televisiefilms
| - Pink Skies Ahead (2020) - Fifty Shades Darker (2017) - Grandma (2015) - The Wine of Summer (2013) - Parkland (2013) - Noah (2012, stem) - If I were You (2012) - Someday This Pain Will Be Useful to You (2011) - Detachment (2011) - Une vie de chat (2010, stem Engelstalige versie; A Cat in Paris) - Whip It! (2009) - The Maiden Heist (2009) - Thomas Kinkade's Home for Christmas (2008) - Home (2008) - The Mist (2007) - Into the Wild (2007) - Rails & Ties (2007) - The Invisible (2007) - The Dead Girl (2006) - The Hoax (2006) - Canvas (2006) - American Dreamz (2006) - Felicity: An American Girl Adventure (2005, televisiefilm) - American Gun (2005) - Bad News Bears (2005) - P.S. (2004) | - Welcome to Mooseport (2004) - She's Too Young (2004, televisiefilms) - Just Like Mona (2003) - Mona Lisa Smile (2003) - Casa de los babys (2003) - Mystic River (2003) - Gaudi Afternoon (2001) - Pollock (2000) - Space Cowboys (2000) - Meet Joe Black (1998) - Curtain Call (1998) - Desperate Measures (1998) - Flubber (1997) - Far Harbor (1996) - The First Wives Club (1996) - Spy Hard (1996) - The Spitfire Grill (1996) - The Daytrippers (1996) - Safe Passage (1994) - Used People (1992) - Crush (1992) - Late for Dinner (1991) - Miller's Crossing (1990) - The Imagemaker (1986) |

## Televisieseries
*Exclusief eenmalige gastrollen
- So Help Me Todd - Margaret Wright (2022-2024, 31 afleveringen)
- Code Black - Dr. Leanne Rorish (2015-2018, 47 afleveringen)
- How to Get Away with Murder - Hannah Keating (2015, vier afleveringen)
- Trophy Wife - Diane Buckley (2013-2014, 22 afleveringen)
- The Newsroom - Rebecca Halliday (2013, zes afleveringen)
- Law & Order: Special Victims Unit - Dana Lewis (2005-2013, vier afleveringen)
- Royal Pains - Elizabeth Blair (2010, drie afleveringen)
- Damages - Claire Maddox (2009, dertien afleveringen)
- The Education of Max Bickford - Andrea Haskell (2001-2002, 22 afleveringen)